# Ногейра (Понти-да-Барка)
Ноге́йра (порт. Nogueira) — район (фрегезия) в Португалии, входит в округ Виана-ду-Каштелу. Является составной частью муниципалитета Понти-да-Барка. По старому административному делению входил в провинцию Минью. Входит в экономико-статистический субрегион Минью-Лима, который входит в Северный регион. Население составляет 430 человек на 2001 год. Занимает площадь 1,90 км².
Покровителем района считается Святой Роман.